# Шейн-Майдан
Шейн-Майдан — село в Атяшевском районе Республики Мордовия Российской Федерации. Входит в состав Атяшевского городского поселения.

## География
Расположено на реке Чуварлейка.

## История
В «Списке населённых мест Симбирской губернии за 1863» Шейн-Майдан владельческое село из 225 дворов входящая в состав Ардатовского уезда.

## Население
| 2002 | 2010 |
| ---- | ---- |
| 282  | ↘242 |

Национальный состав
Согласно результатам Всероссийской переписи населения 2002 года, в национальной структуре населения русские составляли 84 %.